# Добрич
Добрич (рум. Bazargic) је девети по величини град у Републици Бугарској, у североисточном делу земље. Град је и седиште истоимене Добричке области.
Добрич је средиште бугарског дела историјске покрајине Добруџе.

## Географија
Град Добрич се налази у североисточном делу Бугарске. То је најудаљенији значајан град у земљи од престонице Софије (480 км североисточно). Са друге стране Добрич је на свега 35 км од румунске границе и исто толико од Црног мора. Град Варна је удаљена око 50 км.
Град се сместио у јужном делу историјске покрајине Добруџа, чији највећи део припада оближњој Румунији. Предео око града припада југоисточном ободу Влашке низије и он је валовит и брежуљкаст. Средиште града образовано је на два мања брега изнад Добричке реке.
Клима у граду је континентална.

## Историја
Добрич је првобитно био трачко насеље. Током већег дела средњег века град био у саставу Бугарске. У 14. веку град је пао под власт Османлија, да би под њима у 16. веку био важно трговиште под називом Пазарџик. Током овог времена у граду и околини населило се много турског живља, које је и данас бројно.
1878. године град је постао део савремене бугарске државе, а 4 године касније град је добио данашњи назив по месном средњовековном владару Добрици.
У раздобљу од 1913. до 1940. године Добрич је био део Румуније под именом Базарџик, да би после тога био поново враћен Бугарској. Током комунистичке владавине у Бугарској град је носио назив "Толбухин" по познатом совјетском генералу, који је „ослободио“ град током Другог светског рата. Граду је враћен стари назив 1990. године.

## Становништво
По проценама из 2006. године град Добрич имао 114.990 становника. Огромна већина градског становништва су етнички Бугари (86%). Остатак су Турци (8%) и Роми (3,5%). Последњих 20ак година град губи становништво због удаљености од главних токова развоја у земљи. Оживљавање привреде требало би зауставити негативни демографски тренд.
Претежна вероисповест становништва је православна — 86%, а око 10% исламска.

## Партнерски градови
- Кавадарци
- Шафхаузен
- Залаегерсег
- Ферара
- Констанца
- Измаил
- Golmud

## Галерија
- Градска црква
- Главни градски парк
- Градски часовник